# Масоретский текст

Древо изводов и редакций Ветхого Завета. Септуагинта обозначена как LXX. Буквой א (алеф) обозначен Синайский кодекс, А — Александрийский кодекс, В — Ватиканский кодекс, Q — Codex Marchalianus. Encyclopaedia Biblica, 1899

Масоре́тский текст (ивр. נוסח המסורה‎, в библейской текстологии MT, 𝕸, или {\displaystyle {\mathfrak {M}}}) — средневековая редакция одной из групп древних текстов Танаха (еврейской Библии), признанная в раввинской среде в качестве единственного священного текста. Мало отличающиеся друг от друга формы этого текста переписывались и распространялись в числе, превышающем прочие редакции; нестандартные тексты последовательно уничтожались. Окончательный зафиксированный вид МТ приобрёл к X веку н. э.
Кумранские находки показали существование более ранних, так называемых протомасоретских версий Танаха, которые, в отличие от масоретского текста, лишены огласовок и акцентных знаков, а также в ряде мест расходятся между собой и выработанным масоретским текстом. В I веке н. э. центральная роль протомасоретских текстов возросла по причине ослабления или исчезновения других течений в иудаизме. В иудаизме масоретский текст стал основным текстом Библии и в Новое время определяющим текстом для Ветхого Завета в христианстве и в научном мире. Этот текст переписывался с особой тщательностью, а в период VII—X веков группа еврейских учёных — масоретов — добавила к нему Масору, то есть огласовки и акцентные знаки для правильного произношения слов текста и примечания масоретов для точного его переписывания. Масора была создана на основе древней традиции, но ключевую роль в её закреплении и распространении сыграла в X веке семья Бен-Ашеров из Тиверии. Текст, выработанный масоретом Аароном бен Ашером, лежит в основе современной еврейской Библии. Старейшие сохранившиеся фрагментарно рукописи масоретского текста относятся к IX веку. К началу XXI века самой древней полностью сохранившейся масоретской рукописью Танаха является манускрипт, созданный около 1008 года и называемый Ленинградским кодексом. При этом сохранилось не менее 6000 рукописей, содержащих как полный, так и частичный текст Танаха с Масорой, их копирование продолжалось до начала XVI века.
Авторитетное печатное издание МТ выпустил Даниэль Бомберг в Венеции в 1524—1525 годах, оно остаётся одним из важнейших источников для научных изданий. Ленинградский кодекс положен в основу научного издания Biblia Hebraica Stuttgartensia. Современные израильские критические издания Танаха базируются на Алеппском кодексе. Масоретский текст является основой для ветхозаветной части Библии Лютера, Библии короля Якова, канонических книг русского Синодального перевода и Новой Вульгаты.

## Понятие «масоретский текст»

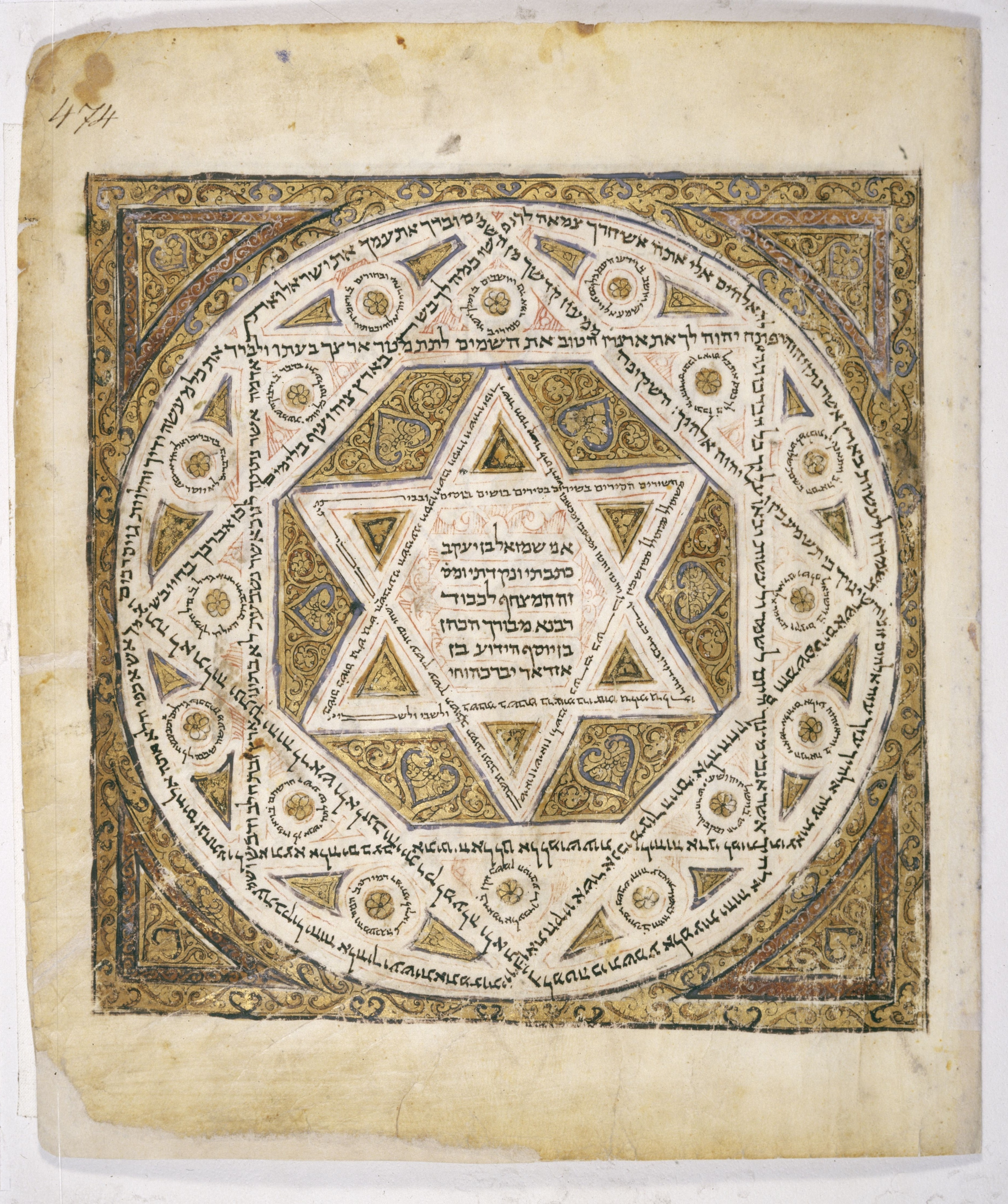
Орнаментированная страница E Ленинградского кодекса (лист 474a)

Еврейское слово масора (mesorah, ивр. מסורה‎ или מסורת‎) означает специальный аппарат инструкций для точного переписывания библейского текста и его чтения. Название «масоретский текст» (обозначаемый как 𝕸) относится к группе тесно связанных между собой раннесредневековых рукописей, однако следовавших гораздо более ранней традиции. Название дано из-за введённого в ней аппарата Масоры, разрабатываемого в VII—X веках, но, главным образом, выработанного семьёй Бен-Ашеров из города Тиверии в X веке. По этой причине Э. Тов и М. Гошен-Готштейн подчёркивали неточность понятия «масоретский текст», поскольку он относился только лишь к части текстуальной традиции 𝕸, оформленной Бен-Ашером. Гошен-Готштейн проводил различие между МТ вообще и тивериадским МТ Бен-Ашера, к рукописям которого восходят все современные печатные издания этого текста. Под МТ большинство учёных имеют в виду Тивериадский масоретский текст. Как показал М. Коэн, масоретские знаки (огласовки, акцентные знаки, примечания масоретов) содержались далеко не во всех рукописях группы 𝕸. Корректнее были бы такие термины, как «масоретские тексты» или «группа масоретских текстов».
Основным компонентом современного МТ является консонантный текст Танаха, зафиксированный источниками уже в эпоху Второго Храма. Хотя прочие элементы были добавлены позднее, консонантная основа МТ отражает традицию, сложившуюся более чем за 1000 лет до кодификации 𝕸. Эту основу Э. Тов предлагал обозначать как протомасоретскую. Современный масоретский текст содержит пять элементов:
1. Консонантный еврейский текст, снабжённый Масорой. Последняя включает в себя:
2. Огласовку;
3. Паратекстуальные элементы;
4. Акцентные знаки;
5. Примечания масоретов[10].

Масоретские кодексы переписывались по строгой процедуре в соответствии с галахот, которые касались, в том числе, вопросов материала для изготовления рукописей, их размера и формата. Рукописи создавались разными специалистами: писцы-софрим (ивр. תקון סופרים‎) записывали собственно консонантный текст, специалисты по огласовке — накданим (נקדנים‎) — добавляли акцентуацию и огласовки, наконец, собственно, масореты (баалей ха-Масора בעלי המסורה‎ — «хозяева Масоры») — писали примечания, но также имели право работать с другими пластами текста. Поэтому стандартным термином для специалистов по рукописям Писания является именно «масореты».
По замечанию Э. Това, на уровне содержания масоретский текст не имеет никаких особых характеристик, за исключением аккуратности и высокого качества передачи текста большинства библейских книг. Уникальным его делают социорелигиозные условия кодификации, поскольку именно его консонантную основу избрали представители господствующего течения в иудаизме (по-видимому, именуемые в Евангелиях фарисеями). При этом с точки зрения библейской текстологии выбор именно этой консонантной основы МТ не означает, что он обязательно содержит лучший текст Библии. Реконструируемая еврейская основа Септуагинты и ряд кумранских рукописей являлись более качественными, чем современный 𝕸. При этом в большинстве случаев, где есть расхождения между Септуагинтой и масоретским текстом, утверждается, что к протографу Танаха ближе масоретский текст.
Когда МТ стал центральным текстом для основного течения в раввинизме, а далее и для всех иудеев, в него уже не вносились изменения и запрещались вставки и пропуски. Уже на тот период он содержал паратекстуальные элементы — точки над и под буквами и некоторые другие детали, что следует из значительной части кумранских текстов. Именно протомасоретский текст цитировался в раввинистической литературе и Талмуде и стал основой для древних иудейских и христианских переводов — таргумов, Пешитты, Гексапл Оригена и Вульгаты Иеронима.

## Протомасоретский текст

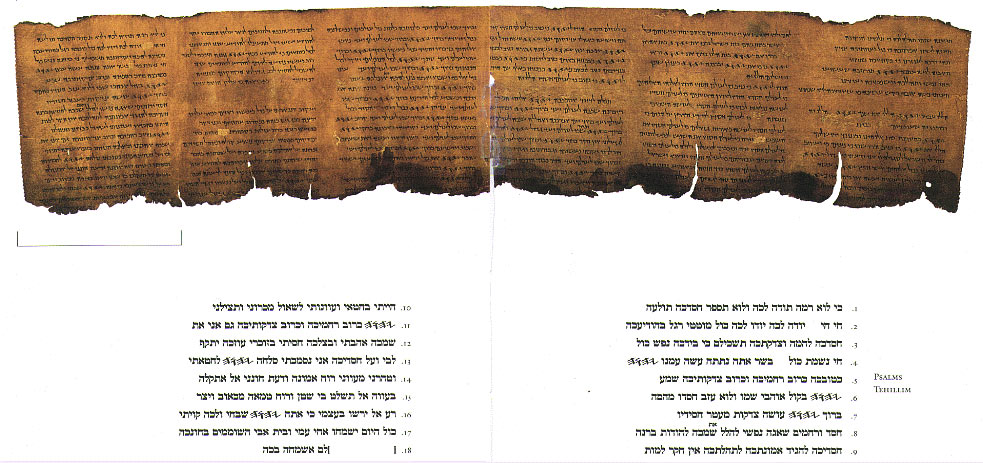
Кумранский свиток 11Q5 с текстом Псалтири. Внизу — частичная транскрипция

### Вариативность чтений
Трудно определить, существовал ли единый архетип МТ, во всяком случае, он не поддаётся идентификации и реконструкции. Свидетельством такого рода гипотетически мог быть особый характер текста во всех рукописях какой-либо книги МТ, но такую особенность можно усмотреть только в повреждённом тексте книги Самуила, которая отличается от прочих свидетельств. Ввиду жёсткой политики по размножению текстов МТ, текстуальные расхождения могут быть обнаружены только между 𝕸, раввинистической литературой, древними переводами, имеющими в основе МТ, и кумранскими текстами. Однако примеров согласия между текстами 𝕸 намного больше.
Сопоставление некоторых чтений Септуагинты и масоретского текста, а также тех же чтений кумранских свитков показало, что тексты, используемые в литургической практике до установления стандартного раввинского текста во II веке, иногда обнаруживают расхождения в прочтении целых слов и фраз внутри одного и того же контекста. В Талмуде также представлены цитаты, отличающиеся от МТ. Так, в трактате «Шаббат» (56а) конец стиха 2Сам 16:4 приводится как «позволь мне обрести благоволение в очах царя», тогда как в МТ «позволь мне обрести благоволение в твоих очах, господин мой царь». По словам Дж. Вайнгрина, сложно сказать, представлена ли в Талмуде альтернативная традиция или это фиксация неверной изустной передачи. В «Шаббат» (116а) упоминаются священные тексты саддукеев, которые не воспринимались как авторитетные, но могли быть источниками вариативных чтений. Для раввинов Библия обладала божественным авторитетом, поэтому метод создания стандартного, не подлежащего изменениям текста особенно важен для понимания. Сталкиваясь с вариативными чтениями из текстов, находящихся в обращении, приходилось выбирать, какое из них станет нормативным. Прямых свидетельств о принципах отбора у современных исследователей нет. Важнейшим косвенным указанием является фрагмент Иерусалимского Талмуда «Таанит IV». Там сообщается, что во дворе Храма были найдены три свитка Торы, в одном из которых чтение одного фрагмента отличалось от двух других. Было принято решение, что авторитетно чтение, зафиксированное в двух рукописях, против одной.
Древние разночтения в группе 𝕸 сохранились и главным образом отражены в Масоре как «западные масореты» (то есть палестинские) и «восточные» (то есть вавилонские). В ранних источниках МТ заметны расхождения в согласных буквах между палестинскими и вавилонскими текстами, причём в масоретских примечаниях отмечены примерно 250 таких расхождений. Ярким примером является 2Цар. 8:16 — восточный вариант имени Йорам вместо Йехорам. Поскольку большинство сохранившихся рукописей 𝕸 — тивериадские, то и большинство масоретских примечаний касаются восточных прочтений там, где тивериадские рукописи отличались от вавилонских. В Средние века такие случаи собирались в особые перечни, сохранившие разночтения даже в том случае, если в рукописях они отсутствовали или не были отмечены. Во всех без исключения случаях отмечены только расхождения в согласных буквах, то есть они отражают состояние текста до расстановки огласовок и акцентных знаков.

### Древние источники протомасоретского текста

Большой свиток Исаии из находок в Кумране (1Qlsa^{a}); его текст примерно на 1100 лет старше современного масоретского. II век до н. э. (?), Музей Израиля

Источниками исследования группы 𝕸 являются древние тексты из находок в Кумране, древние переводы (в том числе Септуагинта), средневековые рукописи и цитаты в раввинистической литературе. Тексты из Кумранских находок свидетельствуют, что в период III века до н. э. — II века консонантная основа МТ была практически идентична его средневековым версиям — собственно, масоретскому тексту. Существующие отличия относительно невелики, причём между ранними текстами намного больше расхождений, чем в более поздних источниках, поскольку возобладала тенденция передачи священного текста с максимальной точностью.
Большинство находок кумранских текстов отражают протомасоретский вариант и несут информацию об эпохе фиксации Танаха до закрепления масоретской традиции. Тексты, записанные в Кумране палеоеврейским письмом, вероятно, были переписаны также с палеоеврейских протографов, а не записанных квадратным («ассирийским») письмом. На древность традиции указывает также использование точек в качестве разделителей слов в палеоеврейских рукописях из Кумрана. О происхождении собственно традиции 𝕸 остаётся строить догадки. Писцы, как правило, благоговейно относились к библейскому тексту, не меняя орфографии и морфологии, что касается не только кумранских свитков, но и самаритянских. Поскольку протомасоретский текст документирован ещё и раввинистической литературой, таргумами и греческими ревизиями Септуагинты, Э. Тов предполагал, что МТ возник в околохрамовых кругах или в среде иудейских авторитетов, фарисеев. По-видимому, именно храмовые писцы переписывали и сохраняли свитки Танаха, что зафиксировано в Талмуде (Кетубот, 106а). Все тексты, оставшиеся от зелотов Мосады (до 73 года), также отражают исключительно протомасоретский вариант. Данная ситуация содержала существенное противоречие: вопреки существовавшему и декларированному желанию не вносить в текст изменения, сами тексты протомасоретской группы отличались друг от друга. М. Коэн отмечал, что желание сохранить единую текстуальную традицию осталось абстрактным и невыполнимым идеалом. К внутренним отличиям протографов протомасоретских текстов добавлялись изменения, исправления и ошибки. Введение аппарата Масоры, огласовок и акцентных знаков было призвано уменьшить различия между рукописями.

### Эволюция протомасоретского текста
Э. Тов выделял в соответствие с текстологическими данными три этапа эволюции консонантного текста Танаха, лёгшего в основу масоретской традиции.
Первый период характеризуется внутренними отличиями в процессе передачи текста. Начало его неопределённо (неизвестно, когда сложился протомасоретский текст), по Э. Тову, конец совпадает с разрушением Второго храма в 70 году. Впрочем, Х. Фабри отмечал, что с тем же успехом можно довести завершение этого периода до завершения Второй Иудейской войны в 135 году. Более детальная классификация невозможна при опоре на сами текстуальные свидетельства. В этот период между разными рукописями (и группами, использующими эти рукописи) имелось большое число различий, как в орфографии, так и в содержании, но последние ограничивались отдельными словами и выражениями. Главным источником для сопоставлений являются свидетельства из Кумрана и Массады, а также таргумов и греческого перевода Феодотиона, которые сравниваются с консонантной основой Ленинградского кодекса (поскольку печатные издания комбинируют детали разных рукописей). Сопоставление древних свидетельств показывает, что они чрезвычайно близки средневековой традиции, более того — основа масоретской системы и правил правописания во всех принципах и частностях существовала, по крайней мере, уже в III веке до н. э. В талмудическом трактате «Кетубот» упоминаются профессиональные храмовые корректоры-маггихим (106а), а в трактате «Песахим» (112а) используется термин «исправленная книга», которая только и может использоваться при обучении. В «Кетубот» (19b) употребляется и термин «неисправленная книга». По-видимому, предпринимались и сознательные меры по ограничению расхождений между древними текстами по принципу «два свидетельства против одного». О скрупулёзности процедуры свидетельствовали слова рабби Ишмаэля: 

«Сын мой, будь осторожен, ибо дело твоё — это дело Небес. Если ты пропустишь [всего лишь] одну букву или добавишь [всего лишь] одну букву, разрушится весь мир»— Вавилонский Талмуд. Сота 20a
Второй период передачи текста отличался сравнительно высокой степенью текстуальной последовательности. Хронологически он длился от разрушения Второго храма до VIII века. Большинство имеющихся источников относилось к началу этого периода либо к концу. В Вади Мураббат были найдены фрагменты Торы, Исаии и Малых пророков, переписанных до восстания Бар-Кохбы, а в Нахал Хевер — фрагменты Бытия, Чисел и Псалтири. Конец периода документирован во фрагментах из Каирской генизы. Разрушение Храма усилило стремление уменьшить вариативность текстов Писания, поэтому сохранившиеся свидетельства имеют очень малые отличия. Об этом свидетельствует сопоставление с Ленинградским кодексом фрагментов из Вади Мураббат и Нахал Хевер, а также таргумов и гексапларной рецензии Септуагинты. Подавляющее большинство раввинских цитат и литургических гимнов также совпадают с Писанием. Унифицирующая тенденция в этот период была не только внутренне обусловленной, но и отчасти инициированной извне. В ранней иудейской традиции главным образом заботились о передаче сути Писания и в меньшей степени — текста, для последнего не было необходимости в стандартизации. Судя по свидетельству Иосифа Флавия (Contra Ap. I, 8), уже в конце I века текст Танаха был зафиксирован. Далее эта потребность возрастала в условиях полемики с ранними христианами и гностиками. Библиотека Кумрана указывает на то, что в конце эпохи Второго Храма различные текстовые традиции в иудаизме находились в обращении равноправно. Вполне возможно, что окончательное доминирование МТ объяснялось и тем, что его носители единственные пережили катастрофические события 70 года.
Третий период передачи текста характеризуется полным текстуальным единством, он длился от VIII века до конца Средневековья. Главными источниками этого периода являются полные рукописи Танаха с полным набором масоретского аппарата и библейские цитаты в сочинениях раввинских комментаторов. Древнейшие датированные масоретские рукописи относятся к IX веку. Именно в этот период завершилась стандартизация 𝕸, окончательно сложилась система огласовок, акцентуаций, большой и малой Масоры и др. Э. Тов утверждал, что ранние рукописи (созданные до 1100 года) надёжнее поздних во всех отношениях. М. Коэн утверждал, что ашкеназская и сефардская рукописная традиция МТ восходила к основе, сложившейся до Средних веков. Сефардская традиция была ближе к тивериадским (более точным) рукописям, тогда как ашкеназская традиция отражала альтернативные древние традиции, в том числе и в произношении, что было сохранено также самаритянами. Эти взгляды вызвали критику М. Гошен-Готштейна.

## Оформление современного масоретского текста

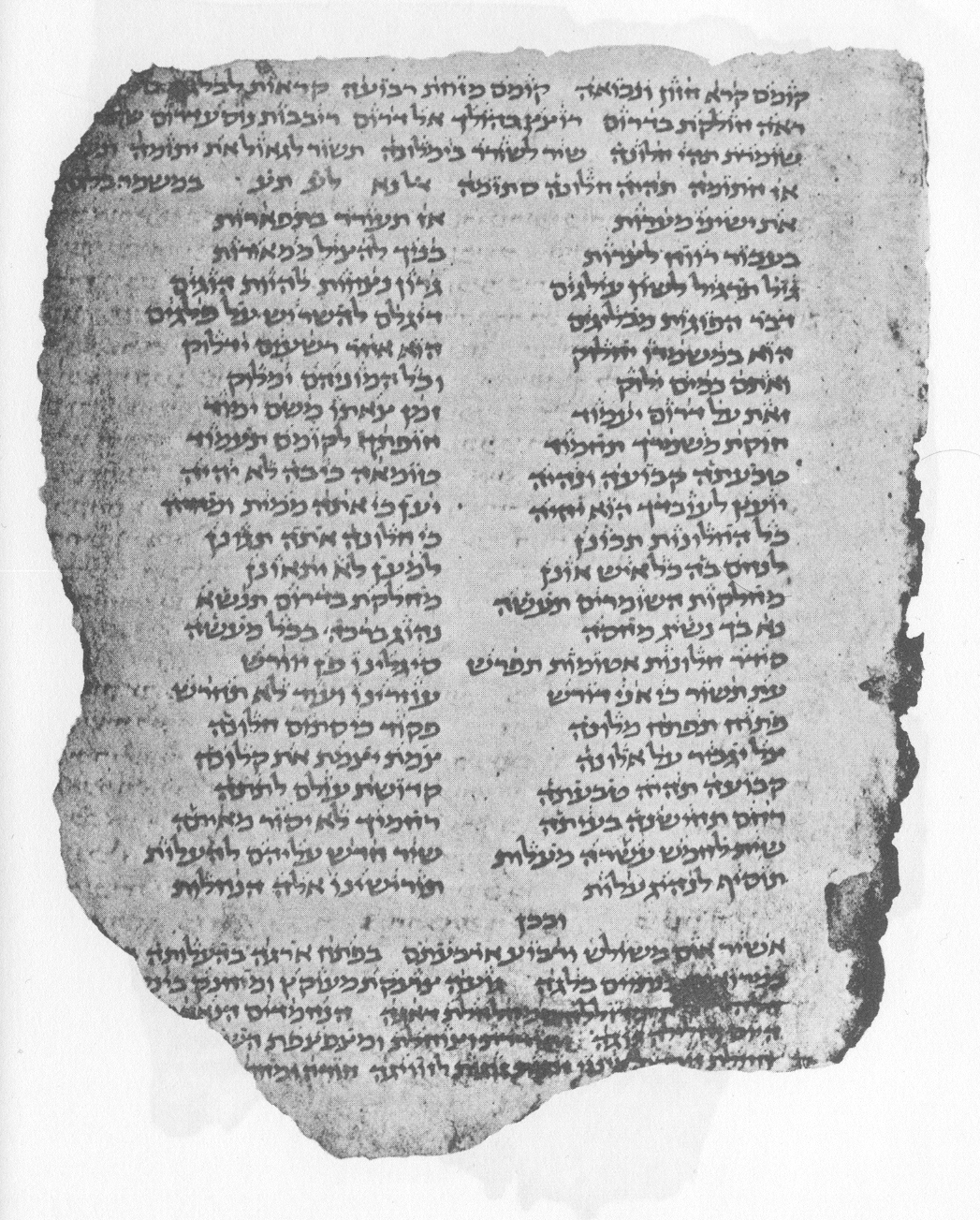
Фрагмент Ms Heb. d. 64 из Каирской генизы с ранними свидетельствами вокализации. Бодлеанская библиотека

В третьей Книге Ездры (3Езд. 14:44-48) сохранилось свидетельство, что даже в эпоху перехода к стандартизированному библейскому тексту осталась память, что, кроме 22 книг, существовало и множество иных, пользовавшихся большим авторитетом. Большую работу над этим набором иудейской литературы в эпоху между разрушением Храма и Второй Иудейской войной проделала школа рава Гиллеля в Ямнии. Следует иметь в виду, что дискуссии той эпохи не привели ни к закрытию канона, ни к фиксации собственно масоретской традиции. В Мишне (Jad III:2-5) сохранилось свидетельство о дискуссии про статус Песни Песней и Екклесиаста как особо сакральных — «пачкающих руки». В Мегиле Вавилонского Талмуда (7а) сообщалось об аналогичной дискуссии о статусе Руфи и Есфири. В результате подобных дискуссий из иудейского канона была исключена книга Иисуса, сына Сирахова. В вавилонской традиции упоминались некие «книги миним» (саддукеев или иудео-христиан), от чтения которых настоятельно рекомендовалось отказаться. Даже Книга Варуха, которая в древности читалась по синагогам в день памяти первого разрушения Храма, вошла в состав Септуагинты, но в иудейский современный канон не вошла.
Г. Штембергер утверждал, что основной процесс становления МТ происходил в иудейских общинах, а раввинам осталось лишь утвердить почитание основных текстов. Именно в предмасоретское время сложились правила изготовления списков Священных Писаний. В патриаршество семейства Гиллелей, в 212 году иудеи получили римское гражданство, что стало грандиозным социальным и религиозно-культурным вызовом. Это привело к записи и кодификации Устной Торы, а работа с Писанием велась в виде толкований (мидраш). После оформления Талмуда, в условиях аргументационного давления со стороны караимов, предпочитавших письменную традицию устной, в еврейской среде началась работа по увеличению надёжности священных текстов. О сохранности консонантной основы текста заботились ещё в первые столетия новой эры. К 700-м годам относились старейшие тексты из Каирской генизы со следами пунктуации. В масоретской традиции унификация была достигнута через уничтожение всех рукописей, содержащих разночтения. В Талмуде содержатся запреты писцу начертить хотя бы одну букву по памяти, без образца, и запрет владеть рукописями, не прошедшими корректуру. Для масоретской традиции также был характерен страх перед произнесением имени Бога, поэтому масореты в сплошном порядке приписали консонанту кетив (JHWH) чтение «Адонай» (Господин мой), «Элохим» (Бог) или Шема (Имя). Как собственно Масора, доступная немногим узким специалистам, так и членение текста на разделы, по определению Х. Фабри, «являются хитроумным инструментом для сохранения текста».

## Правила переписывания масоретского текста
Талмудические требования к переписыванию текста Танаха (зафиксированные в том числе в трактате «Софрим») были чрезвычайно строгими и конкретными:
1. Свиток должен был изготовляться из шкуры чистых (как для жертвоприношения) животных и скрепляться жилами таких же чистых животных; переписывание пером нечистых птиц запрещалось.
2. Длина каждого столбца с текстом должна была составлять от 48 до 60 строк, длина строки должна была составлять 30 букв.
3. Перед началом переписывания весь манускрипт должен быть разлинован, но если хотя бы три слова были написаны не по линиям, вся работа считалась негодной.
4. Чернила могли быть только чёрными и изготовленными по специальному рецепту; запрещалось пользоваться разными сортами чернил.
5. Переписывать можно было только оригинал, и при этом переписчик не имел права ни на йоту уклониться от текста.
6. Ни одно слово или буква не должны писаться на память, без сличения с оригиналом.
7. Между буквами должен оставляться интервал шириной в волос или нить, между абзацами в столбце — шириной в девять букв — и между книгами — три строки.
8. Переписчик должен быть евреем, омытым перед работой с ног до головы и одетым только в еврейские национальные одежды.
9. При написании имени Бога перо не до́лжно дважды обмакивать в чернила.
10. Даже если к переписчику, как раз пишущему имя Бога, обращался царь, то переписчик не имел права отвести взгляд от текста.

Свитки Писания, не соответствующие этим требованиям, следовало сжигать или захоранивать в земле.

## Ветхозаветная хронология
Одним из примечательных отличий основных библейских изводов (Септуагинты, масоретского и самаритянского) является хронология жизни ветхозаветных патриархов — прародителей человечества. Согласно МТ от сотворения мира до потопа протекло 1655 лет, согласно переводу Семидесяти — 2242 года, и согласно самаритянскому — 1307 лет; после потопа до исхода Авраама из Месопотамии соответственно 367, 1245 и 1015 лет. И. С. Вевюрко отмечал: «Объясняя подобные различия, невозможно оставаться на почве теории „текстуальных традиций“… Когда в трёх рукописях, принадлежащих к IV, XI и XII векам (такова датировка Синайского, Ленинградского кодексов и свитка Абиши), при совершенно идентичной, за исключением ряда тонких расхождений, сюжетной линии наблюдается такая хронологическая разноголосица, её следует отнести на счёт сознательной работы справщиков, а не случайности в развитии текста. Итак, из трёх ветхозаветных изводов как минимум два грешат против первоначальной хронологии книги Бытия». Иными словами, у представителей иудейской, христианской и самаритянской общин были мотивы для сознательного изменения хронологии. Христиане, приняв Септуагинту, утверждали, что от сотворения мира до рождения Иисуса Христа минуло примерно 5500 лет, что соответствует древнему преданию, согласно которому пришествие мессии должно быть в середине VI-го тысячелетия, соответственно середине 6-го дня творения, когда согрешил Адам. Дж. Хьюз утверждал, что летосчисление МТ настолько тесно связано с числовой символикой, что является полностью «схематическим». Наконец, у самаритян имеется учение о Мессии, который явится для обращения к истинной вере всех народов через 6000 лет от сотворения мира; он выше Моисея, но также должен умереть. Изменение хронологии в сторону её сокращения могло быть единственным средством для этой общины, сохранявшей большую политическую активность в первые века новой эры, избежать идеологической катастрофы ввиду того, что обещанный мессия не пришел или претенденты на его роль оказались ложными. Правки в тексте Писания были произведены, по-видимому, между разрушением Храма и концом Второй Иудейской войны, когда раввины, уже склонявшиеся к символизму в прочтении многих исторических мест Писания, могли счесть отодвигание сроков прихода Мессии полезным и спасительным.

## Огласовка масоретского текста

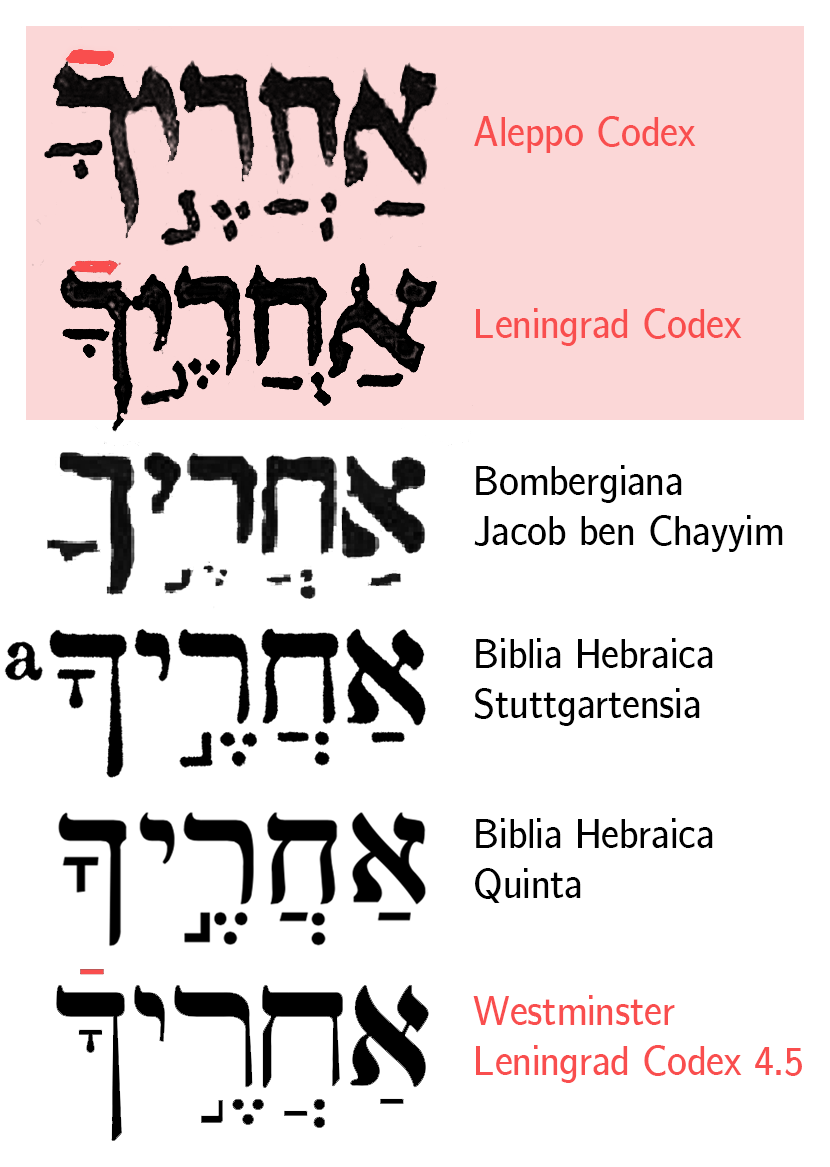
Варианты тивериадской огласовки в разных библейских изданиях

Диакритические знаки, добавленные к консонантной основе протомасоретского текста на позднем этапе, ознаменовали создание огласовки, не имевшей аналогов в других текстуальных традициях Ветхого Завета. В качестве образца при этом была использована сирийская система огласовки. Позднее и самаритяне создали собственную систему, сходную с еврейской, но большинство рукописей Самаритянской Торы оставались без огласовок.
Борьба тивериадских масоретов за утверждение системы огласовок шла в условиях противодействия вавилонской традиции, глава которой — Гаон Натронай II — ещё в IX веке отвергал огласовки, как не полученные Моисеем на Синае. Только к 1100 году караимский патриарх Хадасси постановил, что Бог не мог создать Тору неогласованной. Иудейская и христианская традиция быстро усвоили это учение, что в дальнейшем привело к длительной дискуссии XVI—XVII веков, инициированной Элиасом Левитой в трактате «Масорет ха-Масорет» (1538) и в дальнейшем продолженной С. Мюнстером, И. Буксторфом и Л. Капеллем. Левита в предисловии к своему труду опроверг раввинистическую точку зрения, что огласовки были даны Моисею Богом вместе с Торой на горе Синай, и доказал, что она была изобретена еврейскими книжниками уже после складывания Талмуда. Иными словами, огласован был уже сложившийся канонический текст, полностью оформленный консонантным письмом. Христианские учёные узнали об этом из переписки Левиты с С. Мюнстером в 1531 году, а в 1539 году Мюнстер переиздал «Масорета» Левиты с собственными переводами его предисловий на латинский язык, однако большая часть текста книги была недоступна для европейских библеистов, не владевших ивритом. Если протестантские теологи проигнорировали труд, то католические полемисты быстро осознали возможности работы Левиты. Древность и авторитет огласовок стали важным аргументом против достоверности еврейского текста Библии. Протестанты, напротив, полагали, что только еврейский оригинал и его греческий перевод являются авторитетнейшими из библейских версий.

### Системы огласовок

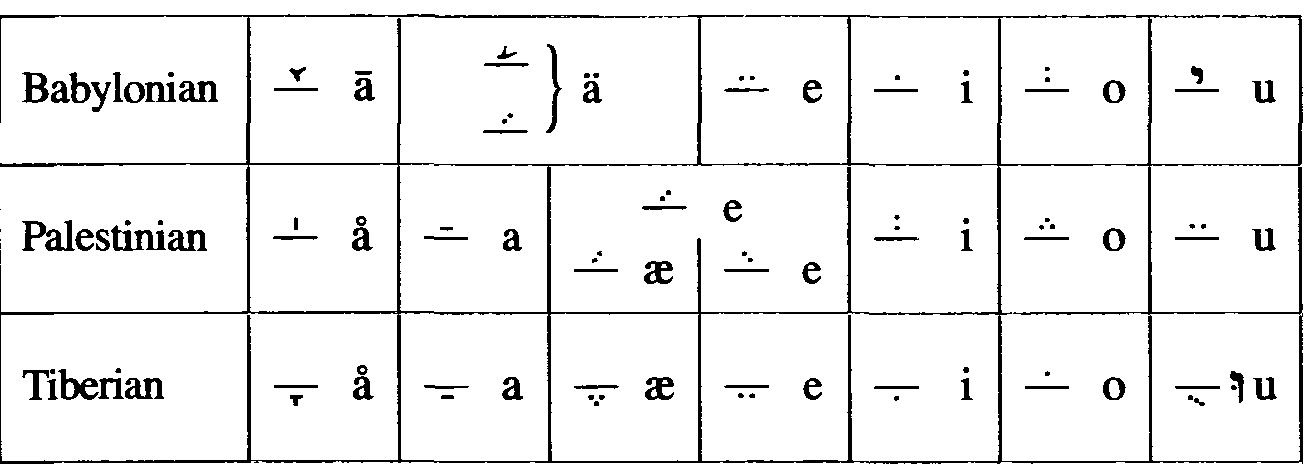
Знаки, используемые вавилонской, палестинской и тивериадской традициями огласовки

Знаки огласовок были созданы сравнительно рано — между 500 и 700 годами, но в законченную систему были приведены значительно позже. Для МТ были разработаны три системы:
1. Тивериадская, или северопалестинская, ставшая стандартной; знаки огласовок помещались под согласными.
2. Южнопалестинская, или палестинская, в которой знаки огласовок помещались над согласными.
3. Вавилонская, в которой знаки огласовок также помещались над согласными. Эта система имела простой и составной варианты.

Кроме того, существовала расширенная тивериадская система, присутствующая в Кодексе Рейхлина, мнения учёных о ней расходятся. Палестинская и вавилонская системы известны из документов IX—XI веков Каирской генизы. Сравнительно быстро тивериадская система вытеснила все остальные, лишь евреи Йемена пользовались вавилонской системой, но в изменённом виде.
Помимо графических различий (написанием огласовок над согласными или под согласными — в тивериадской системе), огласовки отличались в буквах йод и вав, знаке шва, фонетическом значении. Все печатные издания 𝕸 используют тивериадскую систему в редакции Аарона бен Моше бен Ашера. Его редакция достоверно отражена в Алеппском кодексе. Параллельно с системой Бен-Ашера использовалась огласовка семьи Бен-Нафтали, но она хуже документирована. Эти системы тесно взаимосвязаны, а все различия были перечислены в «Книге отличий» (Сефер ха-Хиллуфим) Михаэля бен Уззиэля. Активности тивериадского центра, по-видимому, способствовало и влияние караимства.
Важнейшим документом тивериадской традиции являлся Алеппский кодекс, система огласовок в котором была переписана лично Аароном бен Ашером. Позднее он же добавил в неё масоретский аппарат. Уже Маймонид считал эту рукопись важнейшим эталонным образцом (Мишне Тора, II, Хилхот Сефер Тора 8, 4). После того, как в 1947 году рукопись была сильно повреждена, наиболее аутентичным полным вариантом огласовок Бен-Ашера считается Ленинградский кодекс. Существует также кодекс С3 из караимской синагоги Каира, который содержал только Тору. Его огласовка во многих случаях согласуется с традицией Бен-Нафтали, но далее он был систематически исправлен по Бен-Ашеру Михаэлем бен Уззиэлем.
Со времён Э. Левиты, И. Буксторфа и Л. Капелля не завершена дискуссия о характере тивериадской огласовки и её аутентичности. Множество вопросов вызывают различия между огласовками 𝕸 и транслитерацией Оригена в Гексапле и комментариях Иеронима. Пауль Кале высказал мнение, что тивериадская огласовка не отражала традицию чтения Библии эпохи Второго храма, а представляла собой искусственную реконструкцию. По Э. Тову, в тивериадской системе исконное древнее чтение наложилось на диалектные варианты и традицию, неизвестную из древних источников. Равным образом, тивериадская традиция, видимо, точно воспроизводила палестинское произношение VIII—IX веков (хотя её носители считали, что воспроизводят древнее чтение), тогда как самаритянская традиция, транслитерации Септуагинты и сочинений Иеронима отражают более ранние или диалектные формы. Сопоставление тивериадской и вавилонской традиций не выявило искусственных форм.

### Практика огласовки

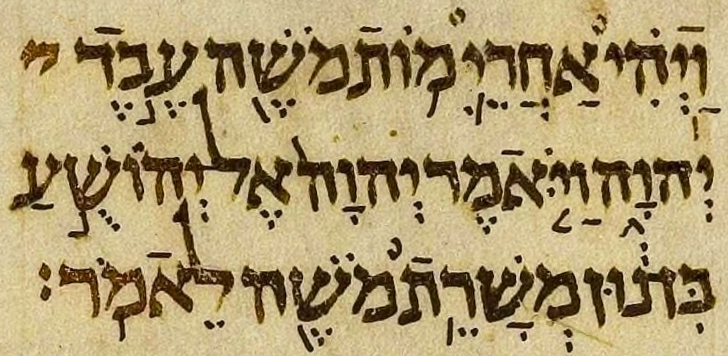
Огласовки в Алеппском кодексе (текст)

Основная функция огласовок заключалась в том, чтобы сохранить традицию устного прочтения и экзегезы (толкования), устранив притом сомнения в тех случаях, когда консонантный текст позволял несколько интерпретаций. Проблема заключалась в том, что текст 𝕸 слабо использовал matres lectionis, тогда как в некоторых кумранских свитках они использовались в изобилии, снижая необходимость огласовок. Естественно, что авторы библейских текстов имели в виду определённое прочтение консонантной основы, но оно не было зафиксировано, и потому появились разные традиции прочтения библейских текстов. Неясно, существовала ли изначально некая определённая традиция, или же их было несколько. В пользу первого предположения свидетельствует линейное развитие библейских текстов один из другого, тем более, что различия вариантов прочтений были незначительными.
Существование вариативных огласовок следует из второго столбца Гексаплы (записи устной огласовки греческими буквами), транслитераций в Септуагинте и сочинениях Иеронима, который работал и с Гексаплой, и с консонантным текстом. Такие различия в прочтении заметны в Исх. 22:12, Иер. 7:3 и др. Огласовка рукописей МТ отражала как древние экзегетические традиции, так и взгляды масоретов. В Нав. 21 слово миграшеха (др.-евр. מִגְרָשֶׁ֖יהָ‬, — «её поля») 49 раз было записано без буквы йод, которую писали в существительных множественного числа с местоименным суффиксом единственного числа женского рода. Это слово с буквой йод регулярно писалось в Алеппском кодексе, а в других рукописях — с меньшим постоянством. Дж. Барр в 1984 году предположил, что изначальный текст подразумевал слово миграшах, то есть существительное единственного числа с местоименным суффиксом третьего лица единственного числа, заменённого масоретами на множественное. В МТ оно было огласовано как форма множественного числа, потому что изначальный смысл слова миграш (др.-евр. מִגְרָשׁ‬) как собирательного термина — «общий участок неподалёку от стен» — был забыт уже к моменту написания 1-й книги Хроник, где он понимается как «отдельное поле» (1Хр 6:40). Именно такой процесс и мог вызвать необходимость огласовки этого слова как формы множественного числа.
В качестве примера огласовки для выражения экзегетических взглядов Э. Тов приводил пример Втор. 12:5 — «чтобы водворить там имя Его, к обители Его обращайтесь». Расставляя диакритику, масореты связали др.-евр. לְשִׁכְנ֥וֹ‬ с последующими словами, поняв его как существительное «обитатель», которое проблематично с точки зрения грамматики и не встречается в Библии, ибо человек может стремиться к месту или к Богу, но никак не к Его обители. Возможно, изначально в оригинале имелось в виду «класть, полагать», но огласовка была изменена, ибо данное слово в контексте посчитали маловероятным. Иными словами, масореты добавляли огласовки, не позволяя себе вносить изменения в консонантную основу. Характерен пример постоянного написания слова Иерусалим (Нав. 10:1) в древней форме (др.-евр. יְרוּשָׁלִַ֗ם‬), но с добавлением хирека между буквами ламед и конечной мем. Такое добавление должно было соответствовать произношению, ставшему общепринятым в эпоху Второго храма. Поскольку существовало множество слов, допускающих разные прочтения, огласовки преследовали практическую цель — как именно нужно читать. Примером является понимание буквы ש как шин или син.

## Паратекстуальные элементы
Приняв решение не вносить в священный текст никаких изменений, масореты сохранили имевшийся у них вариант во всех деталях, включая непоследовательную орфографию и откровенные ошибки. Стремление сохранить точную форму привело к вниманию даже к мельчайшим элементам, включая результаты деятельности переписчиков — паратекстуальные элементы. Речь идёт о делении текста на разделы, которое известно также из других источников, прежде всего — кумранских и греческих.

### Деление на главы и разделы

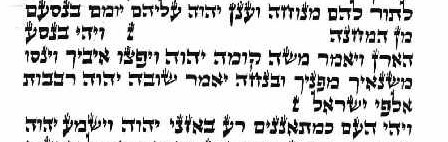
Пример открытого и закрытого раздела в тексте из храмового свитка Торы. Они обозначены «перевёрнутым нуном»

Прежде чем МТ был разделён на стихи и главы, применялась особая система, именуемая парашийот или пискаот. Эта система более или менее согласовывалась с протомасоретской, известной из кумранских находок. Фрагмент текста, открывающий новую тему, начинался с новой строки. После последнего слова предыдущего фрагмента требовалось оставить чистую строку, отсюда термин «параша птуха» («открытый раздел»). Основной фрагмент текста мог быть разделён на меньшие подразделения, отделённые пробелом; в поздней традиции размером в 9 букв внутри строки. Для пробела внутри строки существовал термин «параша стума» («закрытый раздел»). Если закрытый раздел появлялся в конце строки, следующую строку начинали с абзаца. В позднесредневековых масоретских рукописях эти разделы обозначали буквами פ или ס. Деление на открытые и закрытые разделы осуществлялось по содержанию: в Торе система параграфов часто совпадает с началом слов Бога, но не сводится только к этому. Субъективность экзегезы порождала разногласия между источниками: в разных рукописях одни и те же разделы могли обозначаться как открытые и закрытые, а в третьем случае обозначение вообще отсутствовало. В современных изданиях Торы разделы выделяются по системе Маймонида.
Масореты использовали деление библейского текста на стихи: любой раздел, кончавшийся подстрочным знаком силлук (סלוק‬), по определению составляет стих. Однако это деление непоследовательно, что заметно в параллельных местах — иногда полтора стиха в одной книге соответствуют одному стиху в другой. Например, Быт 25:14-15а соответствуют 1Хр 1:30, равно как Пс 96:8-9а составляют 1Хр 16:29. Термин «стих» (пасук др.-евр. פסוק‬) известен из Талмуда (Мегилла 4.4 и др.). Деление книг на главы и нумерация стихов имели нееврейское происхождение и были введены в латинских рукописях Вульгаты начиная с XIII века; из Вульгаты разделение перешло и в еврейские издания МТ. Деление библейского текста на главы было предпринято через большое время после его написания, поэтому поздняя экзегеза не всегда бывает точна. Так, Э. Тов утверждал, что пятая глава Второзакония должна была бы начинаться со стиха Втор. 4:44, где начинается вторая речь Моисея (такое деление существует в Самаритянском Пятикнижии). Аналогично последние стихи Второзакония (Втор. 11:31-32) содержательно относятся уже к следующей главе. Разные издания МТ также отличаются в делении на главы и стихи и в нумерации стихов.
Согласно синагогальной традиции чтения Торы она делится на большие фрагменты для чтения в Шаббат (парашот); по вавилонской традиции их 53 или 54. В соответствии с палестинским трёхлетним циклом Тора делится на 154 или 167 секций-седарим.
Границы разделов в основном совпадают с концами стихов, однако иногда существует деление на разделы посредине стиха, как в Быт. 4:8, Быт. 35:22. Согласно масоретским примечаниям к Быт 35:22 существуют 35 аналогичных случаев, которые во многих рукописях и изданиях отмечены пробелом, открытым либо закрытым разделом. Такое деление указывает на смысловой разрыв, отражающий экзегетическую традицию, которая, судя по Алеппскому кодексу, применялась неравномерно, поскольку 65 % таких делений приходится на единственную Книгу Самуила.

### Деление на книги
В существующих рукописных свидетельствах и печатных изданиях имеются различия в порядке расположения отдельных книг или внутренней последовательности их групп. В Кодексе Алеппо порядок Ктувим следующий: Хроники, Псалтирь, Книга Иова, Притчи, Руфь, Песнь Песней, Екклесиаст, Плач Иеремии, Есфирь, Даниил, Ездра-Неемия. Наибольшее разнообразие наблюдается с Хроникой, группой אמית‬ — Иова, Притч Соломоновых и Псалтири — и Пятью Мегиллот (Руфь, Плач Иеремии, Песнь Песней, Екклесиаст, Есфирь). В большинстве изданий, начиная от Раввинской Библии Бомберга 1525 года (и включая BHK и BHS), Хроники помещены в конце раздела Писания. В Вавилонском Талмуде в разделе אמית‬ последовательность такова: Псалтирь, Иов, Притчи. Ещё большее разнообразие демонстрирует последовательность Пяти Мегиллот. Так, в BHK и BHS идут Руфь, Песнь Песней, Екклесиаст, Плач Иеремии, Есфирь. Напротив, в некоторых воспроизведениях издания Бомберга идёт ряд Песнь Песней, Руфь, Плач Иеремии, Екклесиаст, Есфирь (и также в издании Гинзбурга 1908 года), а в других переизданиях Раввинской Библии одна из Пяти Мегиллот следует после каждой из книг Торы.

### Кетив и кере

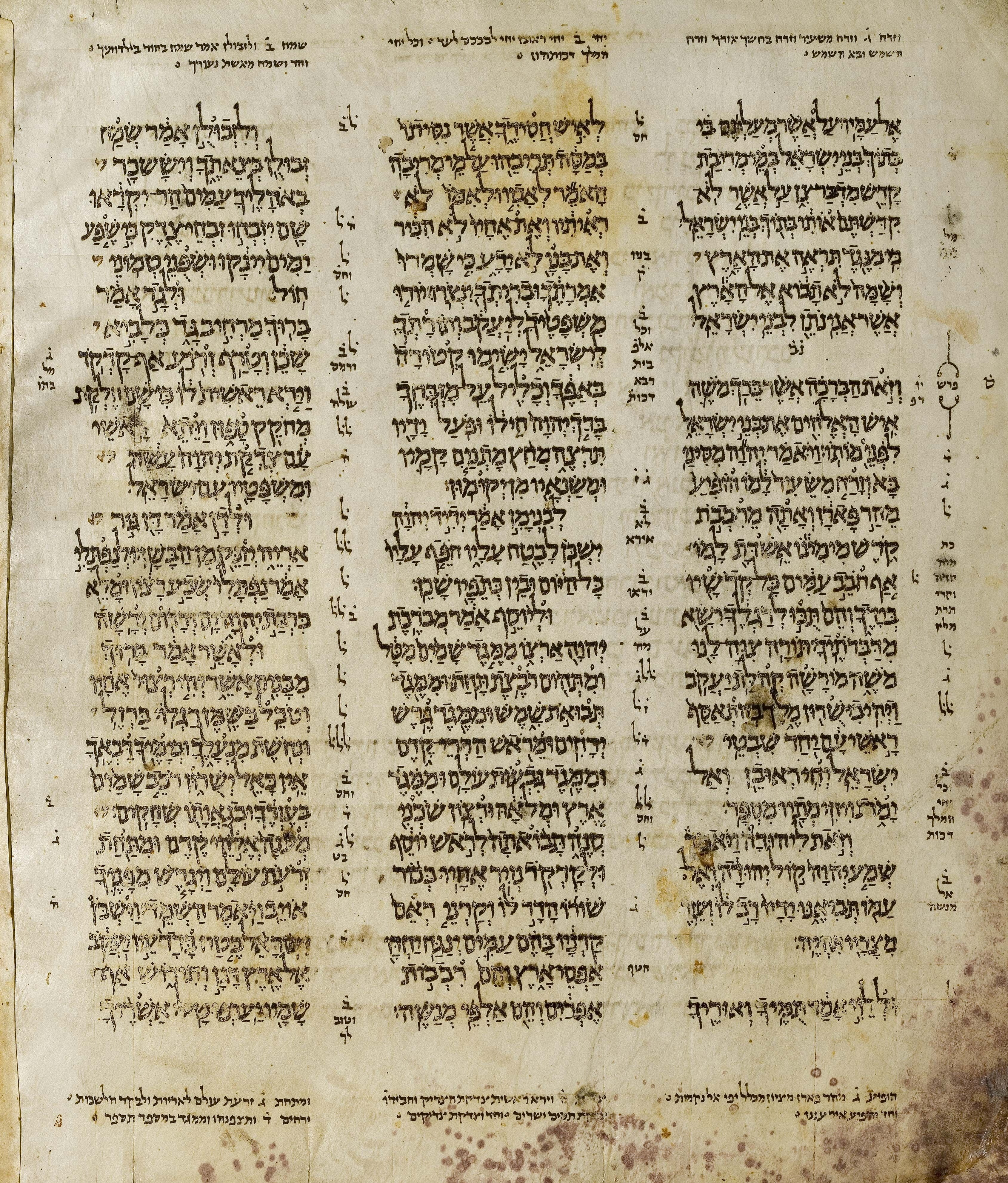
Текст в Алеппском кодексе. Знаки кере и кетива использованы во втором столбце, второе слово пятой строки : кетив — «его сын» בְּנוֹ, кере — «его сыновья» בָּנָיו

В разных текстуальных традициях МТ отмечены места, в которых вместо присутствующей в тексте формы (כְּתִיב‬ кетив — «написано») следует читать другое слово или слова (קְרֵי‬ кере «до́лжно читать»). Таких мест, в зависимости от традиции, выделяется от 848 до 1566. В современных изданиях формы кетив приводятся без огласовок, тогда как в большинстве рукописей кере приводятся без огласовки, а располагающийся в тексте кетив вокализован огласовками кере.

### Дополнительные точки
В 15 местах МТ помещены точки над некоторыми буквами, а в Пс. 27:13 — под ними. По Э. Тову, во всех случаях, переписчики первоначальной версии, из которой возник МТ, намеревались удалить какие-либо буквы. Такая практика зафиксирована в кумранских текстах, а также в латинских и греческих. Во всех случаях (большинство их приходится на Тору) буквы или слова библейских стихов должны были быть пропущены переписчиками. В некоторых случаях удаление было зафиксировано. Например в Чис. 3:39 слово אשר‬ в Самаритянском Пятикнижии и Талмуде (Бава Батра 79а) читается как אש‬. В Большом кумранском свитке Исаии lQIsaa одно из отмеченных точками слов Ис. 44:9 המה‬ содержится как надстрочное добавление без точек. Вполне возможно, что в промежуточной версии, предшествовавшей 𝕸, это слово было сочтено неуместным, излишним или неточным, а потому пропущено. Вопреки археологическим находкам, масоретская традиция настаивала, что точки показывали сомнительные или неясные буквы; обычай удаления букв и слов при помощи точек был известен раввинистическому преданию. Почему переписчики древности хотели удалить перечисленные элементы — остаётся неясным. По-видимому, у них имелось свидетельство какого-либо иного источника, в котором данные элементы отсутствовали.

### Перевёрнутый нун

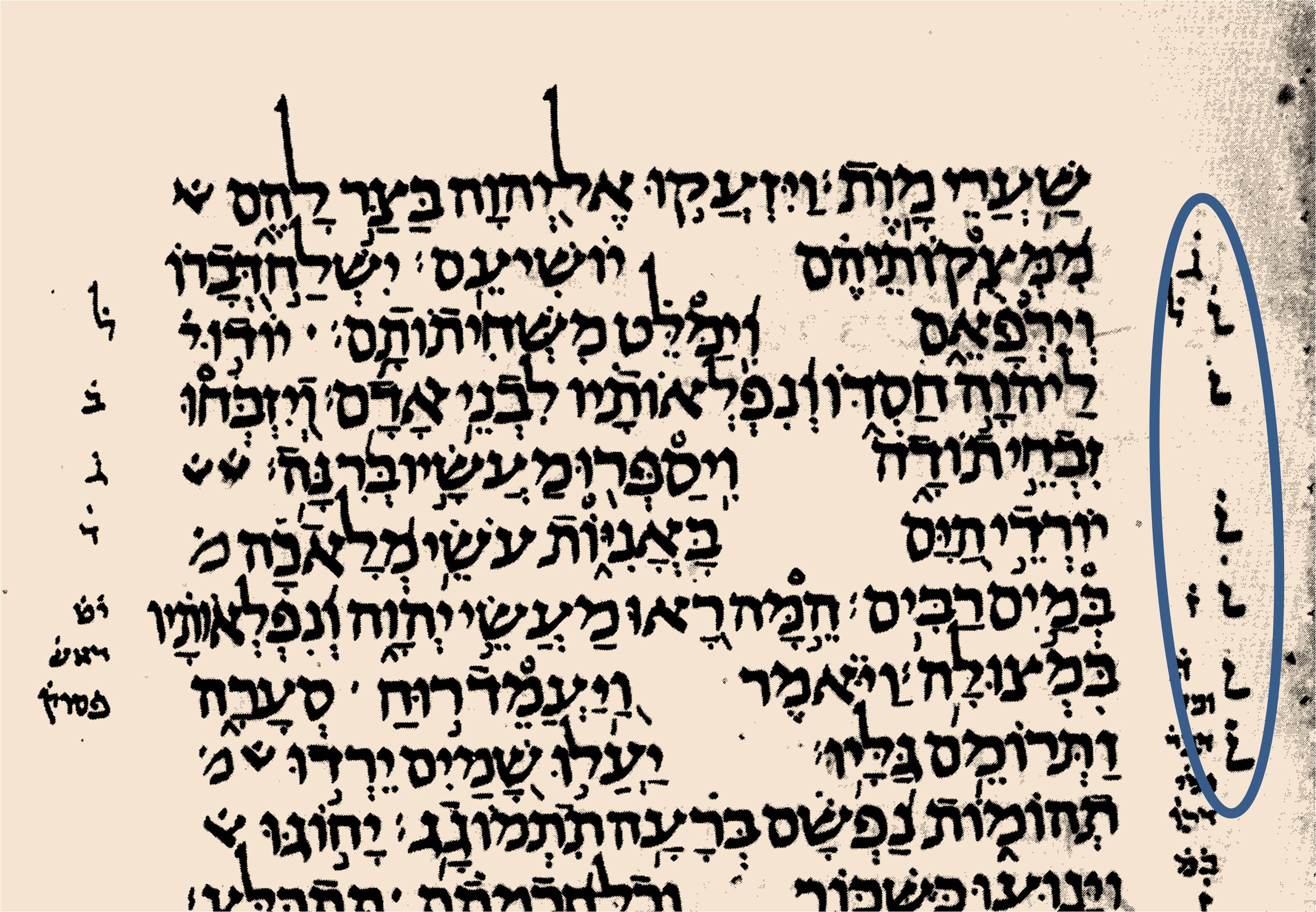
Перевёрнутый нун в Ленинградском кодексе

В печатных изданиях МТ присутствуют случаи с перевёрнутой буквой нун (נו"ן מנוזרת‎ «изолированный нун», или נו"ן הפוכה‎ «обособленный нун»). Такое употребление имеется перед и после Чис. 10:35-36, а также в Пс. 107:23-28 (в Ленинградском кодексе также перед стихами 21-26 и 40). По Э. Тову, это вообще не буква, а неверно понятый античный знак переписчика. В древнегреческой (а особенно александрийской) традиции данный знак был известен как περιγραφή, παραγραφή или
αντίσιγμα, то есть перевёрнутая сигма. В Вавилонском Талмуде (Шаббат 1156) они именуются просто «знаками» סימניות‬. В греческих текстах разделы, ограниченные сигмами и антисигмами, не соответствовали занимаемому ими месту в рукописи; то есть они подлежали редактированию или удалению. От сигм и антисигм произошли современные скобки, то есть знаки, показывающие, что заключённый между ними фрагмент не составлял неотъемлемой части текста. Еврейские писцы, забыв смысл данных знаков, воспринимали их как перевёрнутые нуны, и так они вошли в масоретскую традицию. Этот вопрос был подробно исследован Шаулом Либерманом.

### «Подвешенные буквы»
В четырёх словах МТ была добавлена надписанная «подвешенная» (висячая) буква, чтобы исправить текст. Таков Суд. 18:30 מנשה, в котором подвешенная буква нун исправляет в имени Менаше (Манассия) первоначальное «Моше» (Моисей, מנשה), на что указывает огласовка. Исправление древнего чтения произошло, чтобы не приписывать возведение идола в Дане одному из потомков Моисея (Талмуд, Бава Батра 109b). Оба варианта отражены в греческой традиции: в Александрийском кодексе Септуагинты содержится чтение др.-греч. Μωυση — «Моисей», а в Ватиканском — др.-греч. Μανασση («Манассия»).

### Особые формы букв
В большинстве рукописей МТ и печатных изданий детали текстов выделены шрифтом большего размера. В первую очередь выделяют первую букву книги Берешит (Бытие), аналогично выделяются начала Хроник, Притчей Соломоновых и Песни Песней. Увеличенной буквой могут быть выделены разделы (סוף‬ Еккл. 12:13), средняя буква Торы (גחון‬ Лев. 11:42) или средний стих Торы (והתגלח‬ Лев. 13:33). Также в Талмуде (Киддушин 66V и Массехет Софрим 9:1-7) отмечены неправильно написанные буквы. Так, в Чис. 25:12 שלום ‬ написано со «сломанным вавом», то есть с вавом с трещиной посредине. В некоторых случаях — особенно в книгах Торы — такие особые буквы возникали непреднамеренно; как и в кумранских свитках, они не несли особого смысла. Список особых букв был помещён в «Масорет» Элии Левиты; многие из них встречаются в древних свидетельствах и упоминаются в Талмуде.

### Акцентные знаки

Тивериадская огласовка : «И сказал Бог: да соберется вода». Красным помечены огласовки, синим — знаки кантилляции

Акцентные знаки, именуемые также кантилляцией (теамим), позволяют сообщить согласным буквам и огласовкам экзегетическое и музыкальное значение. Э. Тов выделял три их функции:
1. Направлять чтение в синагоге в соответствие с мелодическим рисунком;
2. Отмечать ударение в слове;
3. Отмечать синтаксическую связь между словами, разделяя их или соединяя[72].

Акцентуация включает также три знака, не несущие музыкальной функции: маккеф (соединение), пасек (небольшая пауза) и гайя (повышение голоса), то есть обозначение второстепенного ударения. Традиция акцентуации достаточно древняя и упоминалась в Мегилле (474d) Иерусалимского Талмуда и Берешит Рабба (36:8) Вавилонского Талмуда. Из упоминаний в Талмуде следует, что раввины имели определённое мнение, как понимать синтаксическую связь между словами, что и отразилось в системе акцентных знаков. Как и в случае с огласовками, система акцентуации была представлена тремя традициями — тивериадской, палестинской и вавилонской. В тивериадской системе акцентуация книг Иова, Притч Соломоновых и Псалтири производится по особой системе. Экзегетическое значение акцентов выражается в паузальных формах, то есть словах, огласовка которых изменена в связи с тем, что в их акцентуации был использован разделительный акцентный знак.

## Исправления переписчиков
В Масоре присутствуют древние исправления переписчиков (тиккуне софрим תקון סופרים‬), причём в масоретском тексте в случае исправленных слов используются особые обозначения, воспроизводящие неисправленный оригинальный текст. Согласно разным источникам, таких исправлений насчитывается от 7 до 18 (в разных рукописях содержатся разные сведения). В Мехильте ряд выглядит следующим образом: Зах 2:12; Мал 1:13; 1 Сам 3:13; Иов 7:20; Авв 1:12; Иер 2:11; Пс 106:20; Чис 11:15; 1 Цар 12:16; Иез 8:17; Чис 12:12. В последнем из примеров исправление касается элемента, который редактор счёл непочтительным по отношению к Моисею: «[Аарон сказал Моисею] …как мертвый, выходящий из чрева матери (אמו‬) своей… у которого истлела уже половина его тела (בשרו‬)». Согласно Масоре, в стихе были исправлены следующие древние чтения: אמנו‬ «наша мать» и בשרנו‬ «наша плоть». Для данных стихов раввинская традиция использовала различную терминологию: в Сифре (84) הכתוב כינה‬ — «в стихе использован эвфемизм» — для ранних источников, и в поздних перечнях собственно «исправление-тиккун». Термины отражают древние и противоположные друг другу подходы: либо эвфемизм, либо исправление (так это трактовал Ш. Либерман). По-видимому, терминологические различия отражают развитие самой этой концепции. Общая черта всех тиккуне софрим заключается в том, что менялись лишь одна-две буквы, главным образом — местоименный суффикс. В трактате Недарим (376) Вавилонского Талмуда упомянуты пять слов, обозначенных как «пропуски переписчиков» (עיטור סופרים‬); согласно традиции, там был пропущен соединительный вав, как в Быт. 18:5.

## Аппарат Масоры

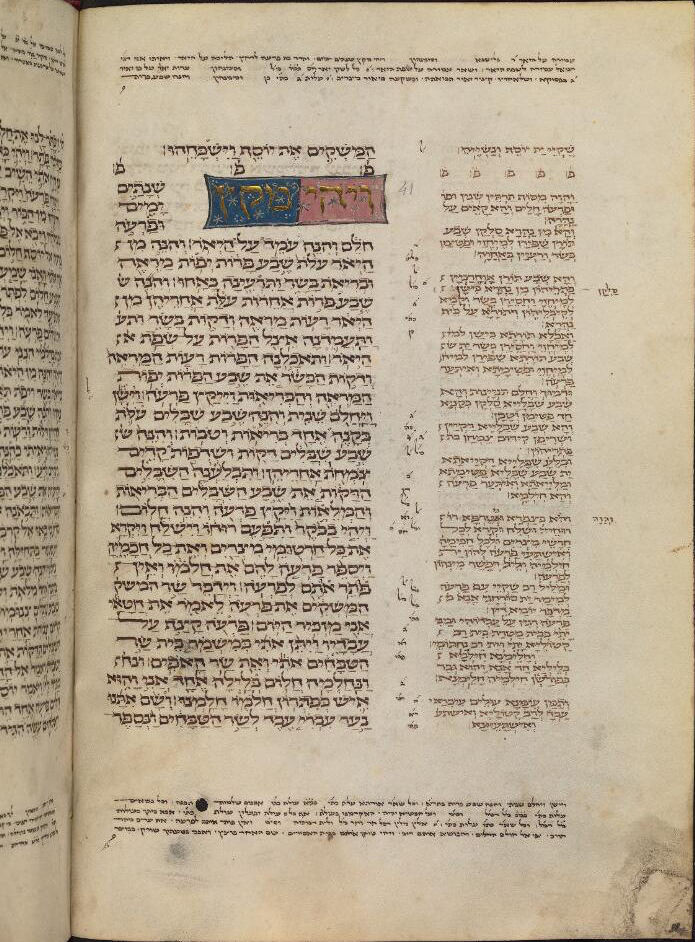
Лист 42v рукописи MS. Kennicott 3 (Бодлеанская библиотека). Представлен текст Торы с таргумом Онкелоса, с обоими аппаратами Масоры и вокализацией. Около 1299 года

Относительно огласовки и точного значения термина др.-евр. מָסוֹרָה‬ консенсус исследователей отсутствует. Большинство библеистов полагали, что «масора» есть справочный аппарат, который сопровождал передачу библейского текста из поколения в поколение. Ц. Бен-Хайим, напротив, объяснял это слово через арамейский язык как «подсчёт» или «исчисление», то есть объяснение основано на предании, что переписчики подсчитали все слова и стихи в Библии. В техническом — узком — смысле Масора есть аппарат инструкций для чтения библейского текста и его записи, который воспроизводился на полях. Согласно традиции, Масора в этом смысле восходит к Ездре, которому прилагается эпитет «опытный писец» (סופר מהיר‬). Параллели к масоретским примечаниям содержался в трактатах Талмуда, что косвенно указывает на древнее происхождение Масоры (Киддушин 30а).
Целью Масоры была как можно более точная передача библейского текста, поэтому главный акцент всегда делался на орфографии — наиболее сложном аспекте в деятельности переписчиков. Масореты анализировали правила библейской орфографии и записывали свои примечания на арамейском языке, большинство этих примечаний касались исключений из правил библейской орфографии. Основное внимание привлекал вопрос о том, сколько раз то или иное определённое написание встречается в конкретной книге или всей Библии.
Аппарат Масоры, понимаемый в узком смысле, состоит из двух главных частей и некоторых вспомогательных:
1. «Малая масора» — масора кетана (др.-евр. מסורה קטנה‬), на латинском языке — Masorah parva. Это основной аппарат масоры в виде примечаний на боковых полях текста. Содержит указания на количество специфических написаний или огласовок, как во Втор 32:39, где форма ואחיה‬ встречается единственный раз во всей Библии, но в Иер 49:11 повторяется без соединительного вава. Далее Малая масора содержит формы кере и прочих паратекстуальных элементов и особые детали, например, самый короткий или срединный стих в Торе в целом или в отдельной книге, стихи, которые содержат все буквы алфавита, и тому подобное.
2. «Большая масора» — масора гедола (др.-евр. מסורה גדולה‬), по-латыни — Masorah magna. Знаки Большой масоры записаны на нижних и верхних полях текста, они тесно связаны с Малой масорой. Главная функция аппарата Большой масоры — детальное перечисление особенностей, косвенно упомянутых в малой. Например, если Малая масора утверждает, что определённое слово встречается в Библии восемь раз, Большая масора передаёт подробный список этих стихов. Конкретная глава или стих не указываются, взамен цитируется ключевое слово стиха, фразы или её части.
3. «Коллационная масора» — масора мецарефет (др.-евр. מצרפת מסורה‬) входит в аппарат Большой масоры и приводит списки определённых феноменов, в частности, различных типов и форм гапаксов.
4. «Конечная масора» — маарехет (др.-евр. מערכת‬), по-латыни — Masorah finalis. Это списки, помещаемые в начале или конце библейских книг. Прежде всего, это перечни различий между системами Бен-Ашера и Бен-Нафтали, открытых и закрытых разделов и т. д. Развитая Masorah finalis помещена в Библии Бомберга 1525 года, сведения её были извлечены из разных источников составителями данного издания. В частности, там подсчитано количество букв, слов и стихов в различных книгах Библии, например, для книги Бытия приведено число стихов 1534[79]. Яаков бен Хаим большей частью использовал справочник Охла ве-Охла — алфавитный перечень слов, которые встречаются в Танахе единожды или дважды. Отдельные научные издания этого текста по рукописям выходили в 1864 и 1975 годах[80].

В широком смысле масора также включает знаки огласовок, указывающие в консонантном тексте гласные звуки, и акцентные знаки, имеющие роль знаков препинания, ударения и кантилляции.
По большей части Масора написана на арамейском языке с ивритскими элементами. Помимо общепринятой палестинской Масоры существует вавилонская с отдельной терминологией. В эпоху Позднего Средневековья даже еврейские писцы утратили представления о Масоре, и система знаков превратилась в орнаментальное украшение. Работа Яакова бен Хаима привела к возрождению масоретских исследований в XVI веке. Фундаментальное издание Масоры Яакова бен Хаима выпустил в 1880—1905 годах Кристиан Гинзбург, оно было переиздано в США в 1968 году и в Израиле в 1971 году.

## Рукописная и печатная передача

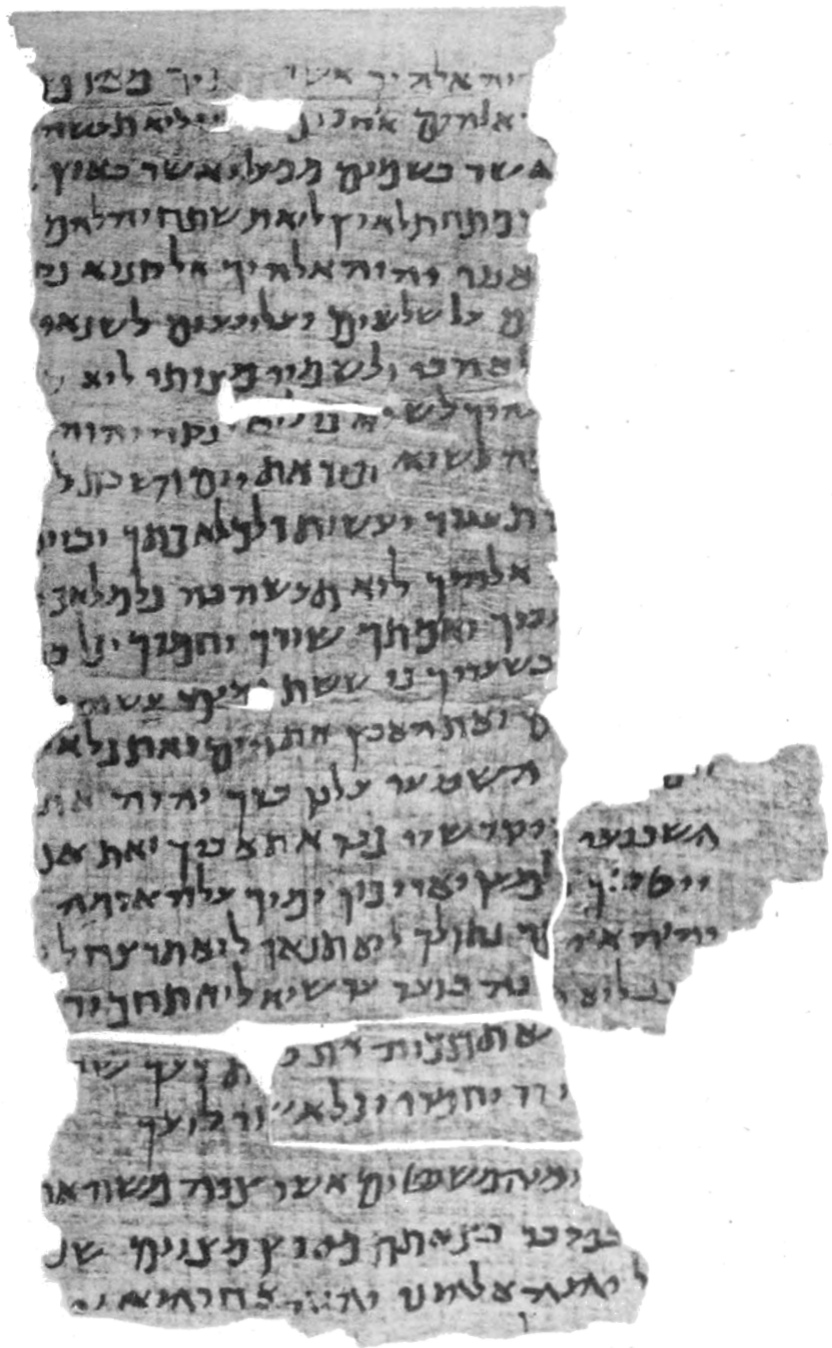
Папирус Нэша, фрагмент с Десятью заповедями

Авторитет протомасоретского текста признавали все еврейские общины, начиная со II века. Сначала это касалось его консонантной основы, но затем с течением веков авторитет распространился на акцентные знаки и огласовки и аппарат примечаний. Благодаря этому МТ сохранился в огромном количестве источников: в литературе описано более 6000 рукописей, относящихся к группе 𝕸, все печатные издания основаны только на них. Из 2700 датированных еврейских рукописей МТ, относящихся к периоду до XVI века, шесть относятся к X веку, восемь — к XI веку, и 27 — к XII веку. Подавляющее большинство из них имеет восточное происхождение. Кроме того, из Каирской генизы происходят 60 фрагментов текстов, переписанных до 1200 года. Наиболее представительное собрание старейших масоретских рукописей сохранилось в Российской национальной библиотеке в Петербурге, в коллекциях, собранных Авраамом Фирковичем в многочисленных караимских синагогах Ближнего Востока. В коллекции Фирковича 1582 пергаментные рукописи и 725 — на бумаге.

### Археологические находки
- Папирус Нэша — старейший известный фрагмент Ветхого Завета и древнейшая еврейская рукопись до находок 1947 года. Обнаружен в Египте Уолтером Нэшем в 1902 году и подарен Кембриджской университетской библиотеке. Содержит Десять заповедей, а также текст, близкий Лев. 26:46 и Втор. 4:45. По-видимому, это не был свиток Торы; текст, вероятно, использовался в литургической или законодательной практике. Датировка фрагмента сильно затруднена: первые публикаторы отнесли его к I веку, У. Олбрайт по палеографическим данным отнёс его к Маккавейской эпохе (150—100 годы до н. э.), однако Пауль Эрнест Кале по-прежнему относил его к периоду перед разрушением Храма в 70 году. Шма начинается словами, отсутствующими в МТ, но имеющимися в Септуагинте[86].
- Кумранские рукописи, обнаруженные между 1947—1956 годами, содержали многочисленные образцы протомасоретских текстов (они составляют примерно 45 % всех находок библейских текстов). Наибольшее их число содержалось в пещере 4, в которой было обнаружено более 120 текстов, хотя и фрагментированных. В пещерах 1 и 11 тексты сохранились практически неповреждёнными. Самыми известными находками являются два свитка Исаии (в том числе целый 1QIsaa и 1QIsab, весьма близкий современному масоретскому). В критическом аппарате BHK учтены 1475 чтений и 4500 орфографических вариантов из кумранских рукописей[86].

### Утраченные рукописи
Э. Вюртвейн в своём введении в ветхозаветный текст отдельно выделял кодексы, упоминаемые и цитируемые в Талмуде и раввинистической литературе, но не дошедшие до наших дней.
- Кодекс Севера (Sev), известен по списку 42 отличающихся чтений из Торы (Быт 18:21, 24:7; Чис 4:3). Цитаты из этого текста — всего 33 — приведены в талмудических трактатах Берешит Рабба, Берешит Раббати Моше Ха-Даршана (сборник мидрашей XI века) и рукописи Танаха из Национальной библиотеки Франции. Данный текст, по-видимому, был привезён в Рим из Иерусалима в 70 году, а далее император Септимий Север (или Александр Север) передал его в построенную в Риме синагогу. Вопреки названию, это был свиток, а не кодекс. Альтернативным его названием является «Тора рабби Меира» (свиток, видимо, был известен таннаю рабби Меиру). Судя по сохранившимся чтениям, типологически они близки кумранскому свитку 1QIsaa[88].
- Кодекс Гиллеля (Hill). Традиционно считается, что рабби Гиллель бен Моше бен Гиллель около 600 года переписал Тору с особой аккуратностью, и этот текст использовался в дальнейшем как эталонный средневековыми грамматиками и масоретами.
- Кодекс Муга, цитируемый в Петербургском кодексе пророков. Существует сомнение в интерпретации названия, так как слово муга (др.-евр. מוגה‬, «исправленный») могло означать как имя писца, так и то, что текст был откорректирован.

В научный аппарат BH и BHK введены также чтения из Иерихонского и Иерусалимского кодексов, о которых больше ничего не известно.

### Традиция Бен-Ашеров

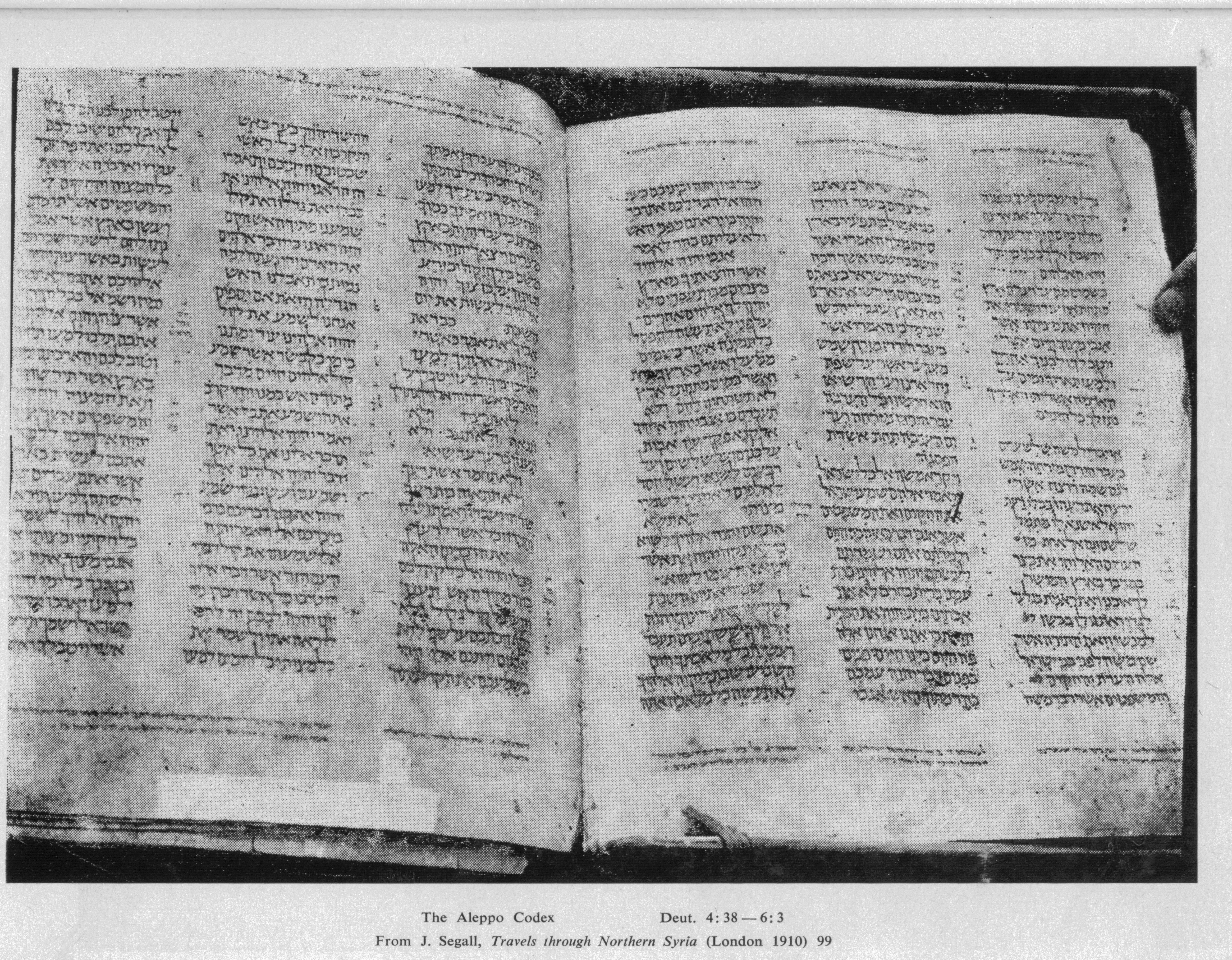
Разворот Алеппского кодекса на фотографии 1910 года (представлен текст)

Пять или шесть поколений семейства Бен-Ашеров из Тиверии в период VIII—X веков возглавляли масоретскую работу. Сохранилось два полных манускрипта Танаха с масоретским аппаратом, созданных представителями этого семейства.
- Каирский кодекс[англ.] (C 20). Включает только пророческие книги, был переписан и оснащён масоретским аппаратом Моше бен Ашером в 895 году; в колофоне упоминается также заказчик, оплативший создание рукописи. Кодекс хранился в Караимской синагоге Иерусалима, в 1099 году был захвачен крестоносцами, но далее был выкуплен каирскими караимами, которым принадлежит до сих пор. Л. Липшиц в исследовании 1964 года предположил, что аппарат этой рукописи ближе к традиции Бен-Нафтали, чем Бен-Ашеров. М. Гошен-Готштейн полагал, что Бен-Нафтали сохранил систему Моше бен Ашера точнее, чем его собственный сын Аарон[90].
- Алеппский кодекс, включал все тексты Танаха; работа над ним велась в первой половине X века. В колофоне указано, что Аарон бен Моше бен Ашер занимался только огласовками и масоретским аппаратом, но не участвовал в переписывании текста. Кодекс сразу же приобрёл статус эталонного для масоретских учёных и для консультаций в текстологических целях; в литургических целях не использовался. Вначале хранился в Иерусалиме, далее был перевезён в Каир и Алеппо. При издании BHK Алеппский кодекс был недоступен его редакторам. В ходе погромов 1947 года кодекс был сильно повреждён, была утрачена примерно четвёртая часть всех листов (в начале текста до Втор 28:26, и от Песни Песней 3:12 до самого конца, включая Екклесиаста, Есфирь, Притчи, Даниила, Ездру и Неемию). В настоящее время хранится в Храме книги в Иерусалиме. Факсимильное издание опубликовано в 1976 году. Кодекс является основой для критического издания Танаха Еврейского университета Иерусалима[91].
- Ленинградский кодекс (L), судя по колофону, был переписан в 1008 году с манускриптов Аарона бен Моше бен Ашера и является единственным полностью сохранившимся свидетельством тивериадской Масоры. Порядок книг в разделе Писаний аналогичен Алеппскому кодексу. Ленинградский кодекс положен в основу всех авторитетных изданий Еврейской Библии XX века, включая Biblia Hebraica Stuttgartensia. М. Гошен-Готштейн в 1963 году заявил, что в основе своей это не работа Бен-Ашера, а всего лишь вторичное свидетельство гармонизаторской работы редакторов и переписчиков. В 1970 году опубликовано факсимильное издание[92].
- Петербургский кодекс пророков (Vp) из коллекции Фирковича. Включает только тексты Исаии, Иеремии, Иезекииля и 12 пророков, оснащённых малой Масорой. В колофоне датирован 916 годом. Уникальным этот кодекс делает наличие вавилонской системы огласовок, причём со временем они были заменены на тивериадские, а на первом листе кодекса вавилонская и тиверийская системы использованы одновременно[93].
- Эрфуртские кодексы (E), числом 3, также положенные в основу BHK; названы по месту происхождения. Впервые были использованы Й. Михаэлисом для издания Библии 1720 года. Хранятся в Берлинской национальной библиотеке. Кодекс E1 XIV века включал не только Танах, но и таргумы, оснащённые большой и малой Масорой. E2, приблизительно XIII века, включал Танах и таргум Онкелоса, также оснащённые большой и малой Масорой. E3 считается важнейшим из Эрфуртских кодексов и старейшим еврейским кодексом, переписанным на территории Германии; П. Кале датировал его 1100 годом. Он включает полный текст Танаха с большой и малой Масорой. Консонантная основа переписана двумя писцами, огласовками и масоретским аппаратом занимались четыре человека[94][95].

### Печатные издания XV—XIX веков
Первые попытки воспроизвести тексты Танаха типографским способом начались в Европе XV века вскоре после изобретения книгопечатания. Практически все эти издания были снабжены раввинистическими комментариями и таргумами. Старейшими сохранившимися еврейскими изданиями были Болонская Псалтирь (1477), пророческие книги (Сончино, 1485—1486), Лиссабонская Тора (1491) и др. Полный текст Танаха издавался в 1488 году (Сончино), 1491—1493 (Неаполь), 1494 году (Брешиа). Великим еврейским первопечатником считается работавший в Венеции голландец-католик Даниэль Бомберг, который в 1516—1517 годах выпустил первое издание Раввинской Библии; текст её был подготовлен его учителем, обращённым евреем Феликсом Пратским. Это издание стало базой для последующих.
- Вторая Раввинская Библия («Микраот Гедолот» מקראות גדולות‬ — то есть «расширенная») под редакцией Яакова бен Хаима ибн Адонии, крещёного еврея из Туниса. Выпущена Бомбергом в Венеции в 1524—1525 году. В текстологии известно как Bombergiana ({\displaystyle {\mathfrak {B}}}). Вплоть до начала XX века текст этого издания был стандартным еврейским текстом Ветхого Завета в христианской библеистике. Танах сопровождался таргумами и комментариями авторитетных раввинов, прежде всего — Раши, Ибн-Эзры и Давида Кимхи. Издание Бомберга было оснащено всеми тремя системами Масоры, что обрекло издателей на крайне трудоёмкую работу с рукописями, значительная часть которых содержала ошибки. Таким образом, Яаков бен Хаим создал стандартный еврейский текст, о котором ещё в 1897 году Д. Гинзбург писал, что это — единственная масоретская рецензия, которую должен брать за основу добросовестный библеист. Первые два издания BH Киттеля также основывались на Бомбергиане, пока исследователи не перешли к работе с более древними рукописными свидетельствами. Факсимильное издание было выпущено М. Гошен-Готштейном в 1972 году[96].

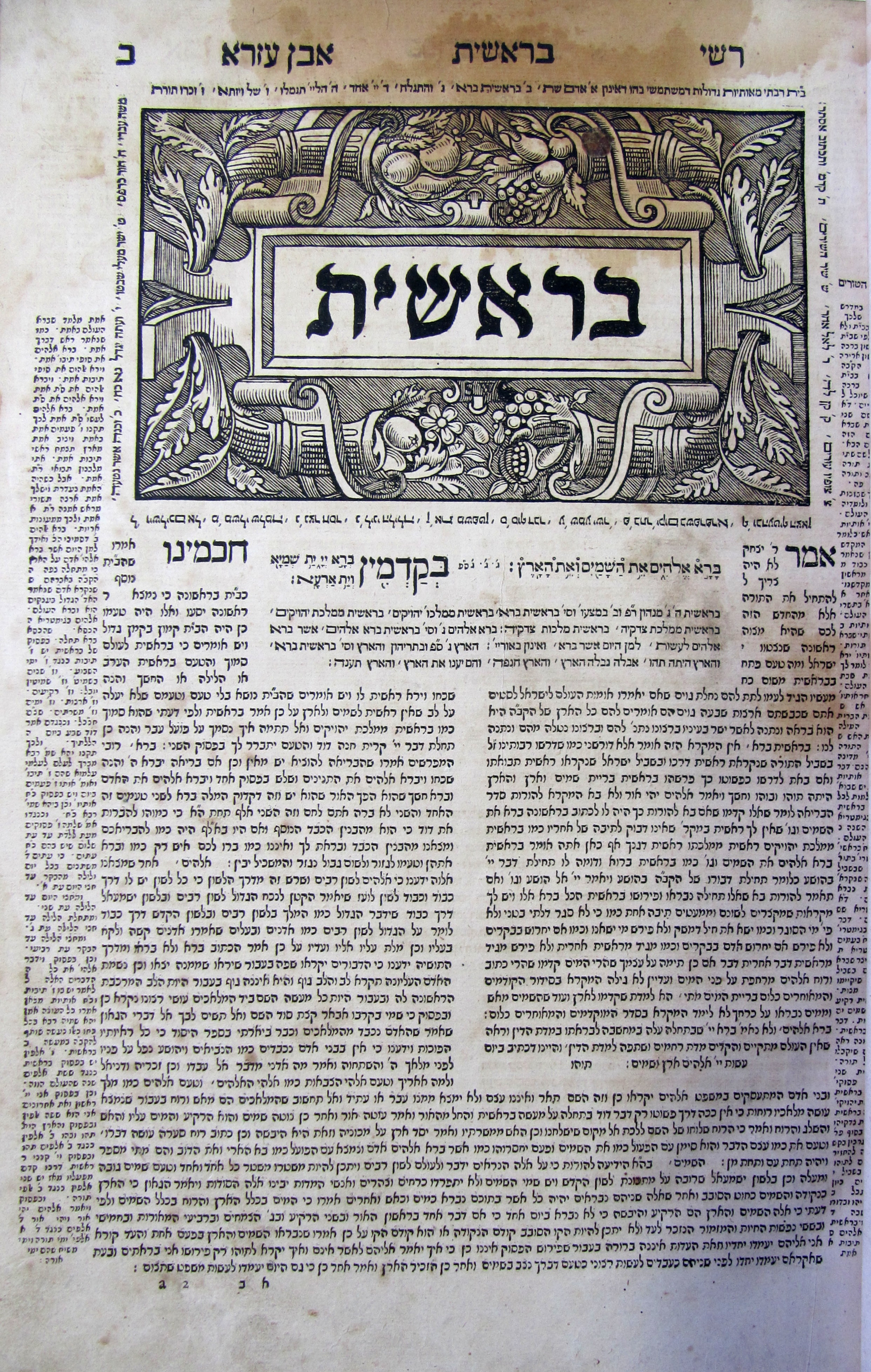
Первая страница Книги Бытия в Библии Буксторфа, 1618

- Базельская Библия Буксторфа, впервые изданная в 1618 году профессором Базельского университета Иоганном Буксторфом. За основу своего издания Буксторф взял Библию Бомберга в перепечатке 1548 года, сверив её с двумя прочими изданиями, а также комментариями Ибн Эзры к Исаии и малым пророкам венецианского издания 1525 года и Большой Масорой венецианского издания 1568 года, а также использовал Иерусалимский Таргум того же года издания[97]. Базельская раввинская Библия Буксторфа стала стандартным изданием для христианских теологов и гебраистов до конца XIX века. Еврейский текст Буксторфа стал одним из главных источников для Парижской Полиглотты 1628—1645 годов; ещё большее его влияние заметно в Лондонской Полиглотте[98].
- Издание Иоганна Генриха Михаэлиса (V(ar)M) — профессора Университета Галле, деятеля пиетистского движения; опубликовано в 1720 году. Текст был основан на издании Даниэля Яблонского 1669 года (в свою очередь, основанного на издании Бомберга-Буксторфа), но Михаэлис дополнил его чтениями из Эрфуртских рукописей и сопоставил с доступными ему печатными изданиями. Все примечания и параллельные места были вынесены в маргиналии[99].
- Издание Бенджамина Кенникотта, оксфордского каноника, выпущенное в 1770 году (VKen). Кенникотт основывался на нидерландском издании Э. ван дер Гута 1705 года и самаритянском тексте из Лондонской Полиглотты. Консонантная основа была сопоставлена более чем с 600 рукописями (позднего происхождения) и 42 печатными изданиям еврейской Библии и 16 рукописями Самаритянского Пятикнижия. Для решения столь объёмной задачи Кенникотт пользовался услугами коллектива, не все участники которого в достаточной степени владели языком и методикой коллации[99].
- Издание Джованни Баттиста де Росси (Variae lectiones Veteris Testamenti, 1784—1788, с дополнением 1798) не воспроизводило еврейского текста, а было собранием вариантных чтений по результатам коллации 1475 рукописей и печатных изданий. Э. Вюртвейн признавал это издание более аккуратным, чем работа Кенникотта. Как и в предыдущем, коллация касалась только консонантной основы текста[99].
- Издание Вольфа Хейденхайма 1818—1821 годов включало только Тору. Беньямин бен Самсон Хейнденхайм[англ.] осуществил тщательное издание, пригодное как для литургической, так и научной работы, с разбивкой для чтения по ашкеназийскому обычаю. Текст включал полную Масору и филологические комментарии[100].

### Критические научные издания Танаха

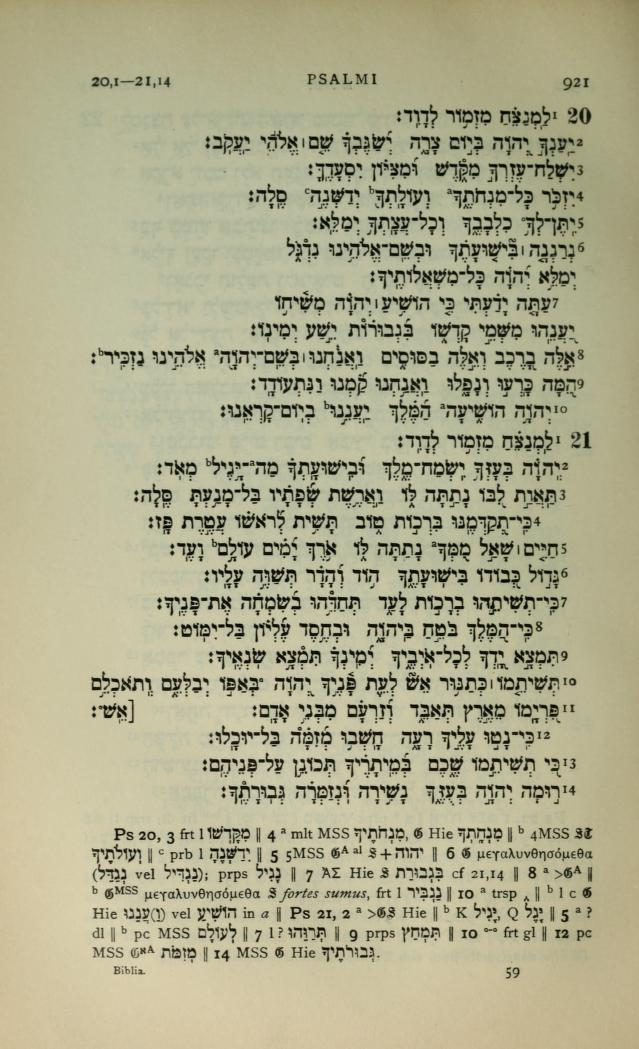
Псалмы 20—21 в издании BHK 1909 года

- Издание Кристиана Давида Гинзбурга (V(ar)G), начатое в 1908 году Британским Библейским обществом; переиздано в 1926 году. Гинзбург[англ.] высоко оценивал версию Яакова Хаима бен Адонии 1525 года и положил в основу своего текста Бомбергиану, сопоставленную с 19-ю печатными изданиями и 70 рукописями, созданными до 1524 года. Варианты касались орфографии, огласовок, акцентуации и разбивки текста. Для коллаций использовались почти исключительно рукописи из Британской библиотеки, переписанные до XIII века. Гинзбург полагал, что древнейшим из его источников была Тора (Ms Or. 4445), которую он датировал 820—850-ми годами — не сохранился колофон. Э. Вюртвейн полагал, что метод цитирования Масоры Бен-Ашера в этом манускрипте свидетельствует, что рукопись была создана при его жизни. Издание представляет ценность как собрание масоретских материалов, однако вызвало критику П. Кале и Э. Вюртвейна, поскольку вариации в самых ранних рукописях отмечались бессистемно, а огромный объём работы вынудил редактора воспользоваться большим коллективом ассистентов, что не гарантировало единообразной коллации[101].
- Издание Британского библейского общества 1958 года под редакцией Нормана Снайта. Оно основывалось на португальской рукописи XV века из Британской библиотеки (Ms. Or. 2626—2628), а также йеменской и испанской рукописях позднесредневекового периода из собрания Давида Сасуна. Эти рукописи представляли традицию Бен-Ашера, текст получился близким третьему изданию BHK[102].
- Biblia Hebraica (Kittel) (BHK). Рудольф Киттель в 1902 году опубликовал программную статью «О необходимости и возможности нового издания Еврейской Библии». Главной задачей он провозгласил создание стандартного текста, очищенного от непреднамеренных ошибок, дефектов, привнесённых писцами и неверным истолкованием традиции с сохранением традиционного масоретского аппарата. В соавторстве с восемью коллегами-гебраистами, в 1905 году новый критический текст был создан на основе Бомбергианы 1524—1525 годов и снабжён лингвистическим комментарием. В 1909 году последовало второе издание, которое подытожило развитие библейских исследований за последние 100 лет. Э. Вюртвейн отмечал, однако, что это в первую очередь текст, предназначенный для учебных целей. В 1929—1937 годах Альбрехт Альт и Отто Эйсфельдт провели глубокую переработку BHK, осуществив третье издание. П. Кале предложил положить в его основу Ленинградский кодекс. В 1951 году было выпущено четвёртое издание (называемое также седьмым[103]), в котором были учтены варианты из Кумранских рукописей[104].
- Biblia Hebraica Stuttgartensia (BHS) Германского Библейского общества, первое издание которой выходило отдельными выпусками в 1967—1977 годах. Это дипломатическое издание (то есть с единственным источником в основе), базой которого стал Ленинградский кодекс как старейшее полностью сохранившееся рукописное свидетельство; по сравнению с BHK был полностью пересмотрен научный аппарат[105]. Однотомное карманное издание вышло в 1977 году, до 1997 года оно было трижды пересмотрено и переиздано. Большая Масора в этом издании дана только в виде цифровых отсылок к отдельному изданию Г. Вайля[106].
  - В 1990-е годы Германским Библейским обществом было анонсировано полностью пересмотренное издание Biblia Hebraica Quinta, выпуск которого начался в 2004 году и планируется окончить к 2020 году. Это международный проект, в котором участвуют специалисты Европы и Израиля. Издание по-прежнему базируется на Ленинградском кодексе, но был полностью обновлён научный аппарат, и использованы все варианты из всех доступных кумранских рукописей[107]. Большая Масора напечатана над текстом и объяснена в отдельном комментарии[106].
- Библейский проект Еврейского университета в Иерусалиме[англ.] (HUB) был начат М. Гошен-Готштейном с выпуска Исаии в двух томах в 1965 году. Текст основан на Алеппском кодексе, перемещённом в Израиль (полный его текст доступен по фотокопиям, сделанным до 1947 года). Издание снабжено шестью научными аппаратами, призванными представить историю ветхозаветного текста, и основано на методах рава Мордехая Броера. В первом аппарате представлены свидетельства Септуагинты, во втором — свидетельства кумранских рукописей и раввинистической литературы, в третьем — средневековой рукописной традиции. Четвёртый аппарат представляет особенности шрифта, акцентов и огласовок по Алеппскому, Ленинградскому и Каирскому кодексам. Пятый и шестой аппарат составляют критические комментарии на иврите и на английском языках. Большая и малая Масора взяты из Алеппского кодекса[108][109][110].
- Издание «Кетер Иерушалаим»[англ.] (כתר ירושלים‎), выпущенное в 2001 году как для научных, так и литургических целей. Основано на Алеппском кодексе, однако ряд его чтений и порядок книг приведены к общему для печатного Танаха виду, использует методы рава М. Броера. Считается официальной Библией Еврейского университета и израильского кнессета, на которой приносят присягу государственные деятели[111].

## Издания
- Rabbinic Bible OT Mikraot Gedolot Bomberg's Hebrew Tanach / Jacob ben Chaim. — Венеция, 1525.
- Johannis Buxtorfi. Tiberias: sive commentarius Masoreticus. — Basileae : Lidovici König, 1620.
- Biblia sacra Hebraica & Chaldaica: cum Masora, quae Critica Hebraeorum sacra est, Magna & Parva, ac selectissimis Hebraeorum interpretum Commentariis ... collectis quibus textus Grammatice et historice illustratur. — Basileae : Ludovici König, 1620.
- Vetus Testamentum Hebraicum : cum variis lectionibus / Ed. B. Kennicott. — Oxonii : Typographeo Clarendoniana, 1776.
- Massoretic Rabbinic Hebrew Bible / Ed. by Christian David Ginsburg, based on Jacob ben-Chaim, Elias Levita, and others. — London : Longman, Green and Co, 1865—1905.
- Elias Levita. The Massoreth ha-Massoreth of Elias Levita : being an exposition of the Massoretic notes on the Hebrew Bible; or, The ancient critical apparatus of the Old Testament in Hebrew / Ed by C. D. Ginsburg. — London : Longmans, 1867.
- Biblia Hebraica / Ed. R. Kittel. — Lipsiae : J. C. Hinrichs, 1909.
- Biblia Hebraica Stuttgartensia / Ed. by K. Elliger and W. Rudolph. — Stuttgart : Deutschen Bibelgesellschaft, 1997. — 1629 p. — ISBN 978-1598561630.